# Сопковце
Сопковце (словац. Sopkovce) — село и одноимённая община в районе Гуменне Прешовского края Словакии. В письменных источниках начинает упоминаться с 1453 года.

## География
Село расположено в юго-восточной части края, в южной части Низких Бескид, в долине реки Ондавицы, при автодороге 3827. Абсолютная высота — 202 метра над уровнем моря. Площадь муниципалитета составляет 7,24 км².

## Население
| Год:                | 1994 | 2004     | 2014     | 2024     |
| ------------------- | ---- | -------- | -------- | -------- |
| Количество человек: | 143  | 127      | 110      | 96       |
| Разница:            |      | −11,18 % | −13,38 % | −12,72 % |

По данным последней официальной переписи 2011 года, численность населения Сопковце составляла 114 человек.